# Dmytro Horiha
Dmytro Horiha (ukrainisch Дмитро Горіга; * 8. Oktober 1997 in Browary) ist ein ukrainischer Handballspieler.

## Karriere

### Verein
Dmytro Horiha spielte ab 2016 für den ukrainischen Erstligisten HK ZNTU-ZAB Saporischschja, mit dem er 2016/17 und 2017/18 am EHF Challenge Cup teilnahm. Im Sommer 2018 nahm ihn der ukrainische Spitzenklub HK Motor Saporischschja unter Vertrag. Ab Januar 2019 wurde der 1,96 m große linke Rückraumspieler für eineinhalb Jahre an den polnischen Erstligisten Pogoń Szczecin ausgeliehen. Zurück bei Motor gewann er 2021 und 2022 die ukrainische Meisterschaft und den Pokal. Zudem nahm er an der EHF Champions League teil. Nach dem russischen Überfall auf die Ukraine im Februar 2022 flüchtete Horiha nach Spanien, wo er bis zum Saisonende bei Viveros Herol Nava in der Liga Asobal unter Vertrag stand. Für die Spanier erzielte er 34 Treffer in acht Spielen, konnte den Abstieg in die zweite Liga aber auch nicht verhindern. In der Saison 2022/23 nahm er mit Saporischschja außer Konkurrenz an der deutschen 2. Bundesliga teil. Zur Saison 2023/24 wechselte er zum französischen Erstligisten Pays d’Aix UC. Anfang 2024 wurde er vom katarischen Verein Al-Arabi verpflichtet.

### Nationalmannschaft
Mit der ukrainischen Nationalmannschaft belegte Horiha bei der Europameisterschaft 2020 den 16. Platz. Er traf dreimal in drei Partien. Bei der Europameisterschaft 2022 war er mit 17 Toren in drei Spielen bester Werfer seiner Auswahl, die den letzten Platz von 24 Mannschaften belegte. Insgesamt bestritt er mindestens 24 Länderspiele, in denen er 60 Tore erzielte.